# Ирина Палеологина (ћерка Андроника II)
Ирина Палеологина (грчки: Ειρήνη Παλαιολογίνα; умрла после 1315) је била ванбрачна ћерка византијског цара Андроника II и супруга севастократора Јована II Дуке од Тесалије.

## Биографија
Ирина је припадала династији Палеолог. Описујући походе Каталонаца, Нићифор Григора је дао приказ стања у Тесалији почетком 14. века. Наводи да се на челу Тесалије налазио севастократор Јован II Дука. Осликава га као неспособног и болешљивог младића. Према сведочењу византијског хроничара, брак између севастократора Јована II Анђела и ванбрачне Андроникове кћери трајао је свега три године. Севастократор Јован II Анђела је прерано умро. У браку није било деце. До склапања брака дошло је највероватније 1315. године, три године пре смрти тесалског владара. Међутим, због помена Каталoнаца може се претпоставити да је брак склопљен нешто раније, можда већ 1309. године. Манојло Фил је забележио да је севастократор Јован II Анђел био у браку 9 месеци или 9 година.